# Surses
Surses je obec ve švýcarském kantonu Graubünden, okresu Albula. Nachází se ve stejnojmenném pohoří, asi 30 kilometrů jižně od kantonálního hlavního města Churu a 20 kilometrů severozápadně od Svatého Mořice. Žije zde přibližně 2 400 obyvatel.
Obec vznikla 1. ledna 2016 sloučením původních politických obcí Salouf, Riom-Parsonz, Cunter, Savognin, Tinizong-Rona, Mulegns, Sur, Marmorera a Bivio. Rozlohou je po Scuolu druhou největší obcí kantonu Graubünden a po Glarus Süd třetí největší ve Švýcarsku.

## Geografie

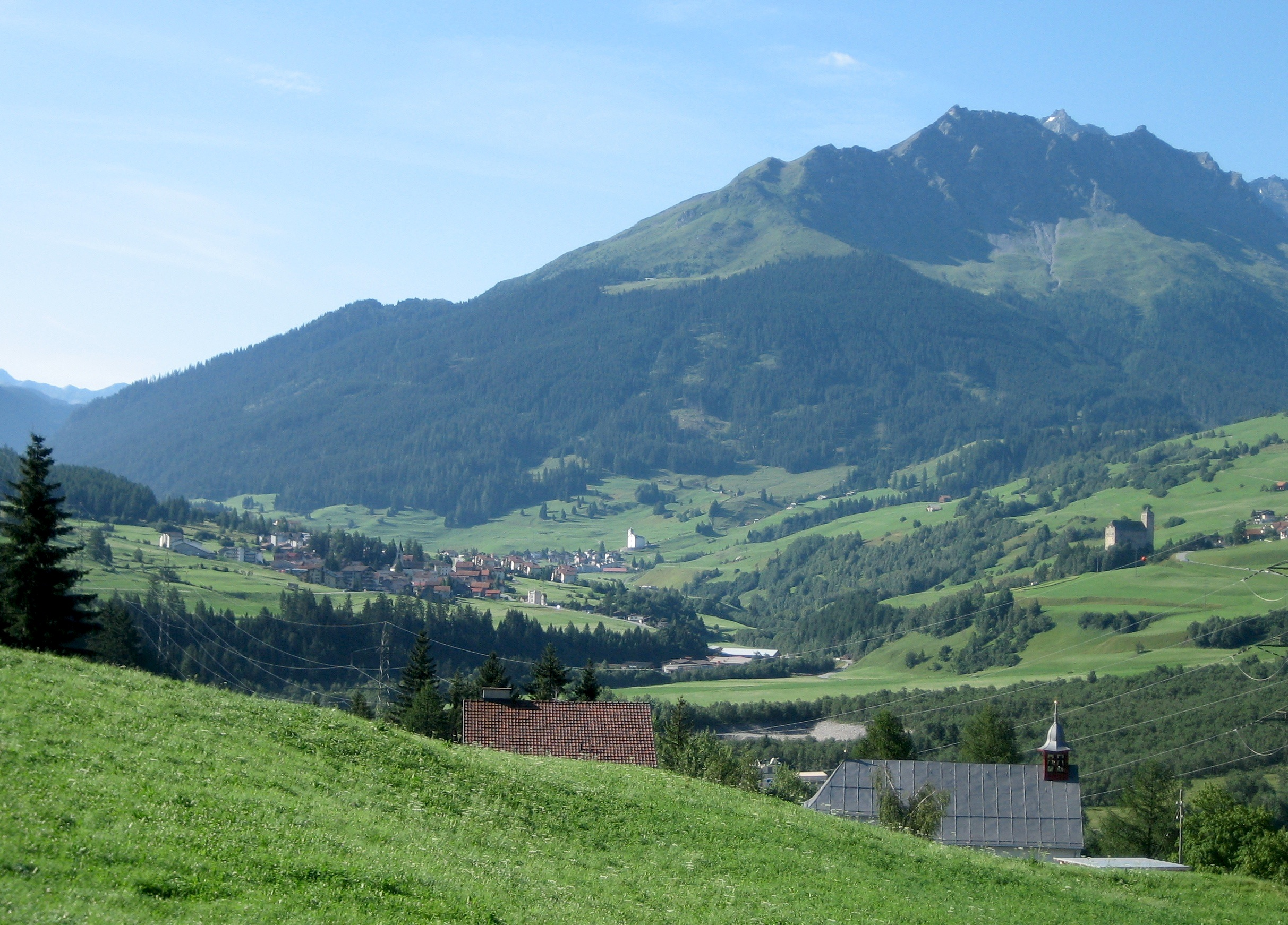
Údolí Oberhalbstein

Obec se rozkládá v údolí Oberhalbstein (rétorománsky Surses).
Nižší úroveň údolí až k Tinizongu se nazývá Sotgôt (v rétorománském dialektu Surmiran znamená sot „dole“ a gôt „les“), výše položená část pak Surgôt (sur značí „nahoře“).
Nejnižší bod se nachází na Tgant Ladrung mezi Cunterem a Tiefencastelem ve výšce 995 metrů. Nejvyšším bodem je Piz Calderas (3 397 m).
Obcí protéká řeka Julia. Při pohledu z údolí se vpravo rýsují Albulské Alpy, vlevo pak Oberhalbsteinské Alpy.

## Historie
Sloučení všech obcí v údolí, které prosazoval kanton Graubünden, se na začátku března 2006 nezdařilo, a to především kvůli menším obcím. Na oddělených a současně konaných komunálních shromážděních se téměř 60 % voličů vyslovilo pro tento projekt. Protože se však obce Cunter, Marmorera, Salouf, Sur a Tinizong-Rona vyslovily proti sloučení a nebylo dosaženo požadovaného podílu 85 % hlasů pro, projekt neprošel. Graubündenská vláda poprvé výrazně podpořila sloučení celého okresu „darem na sloučení“ ve výši 9,25 milionu švýcarských franků z kantonálního rozpočtu. V té době by se obec Surses stala rozlohou největší obcí ve Švýcarsku.
V roce 2015 se uskutečnil druhý pokus o sloučení obcí. Tentokrát se občané dotčených obcí jednoznačně vyslovili pro sloučení do obce Surses. Nová obec vznikla 1. ledna 2016.

## Obyvatelstvo
| Rok            | 2010  | 2011  | 2012  | 2013  | 2014  | 2015  | 2016  | 2017  | 2018  | 2019  | 2020  |
| Počet obyvatel | 2 436 | 2 410 | 2 444 | 2 426 | 2 425 | 2 369 | 2 356 | 2 343 | 2 356 | 2 327 | 2 377 |

## Doprava
Obec leží na kantonální hlavní silnici č. 3 v trase Chur – Silvaplana – průsmyk Maloja. Dopravní obslužnost zajišťují žluté autobusy Postauto.